# Pittonotus simoni
Pittonotus simoni là một loài bọ cánh cứng trong họ Elateridae. Loài này được Stierlin miêu tả khoa học năm 1879.